# 季先科反应
季先科反应（Tishchenko反应），是醇盐（如醇钠和醇铝）存在下，无α活泼氢的醛发生歧化反应生成酯的一个有机反应。季先科反应与坎尼扎罗反应较为类似，只是前者产物为酯，后者为羧酸和醇。
多聚甲醛在硼酸或甲醇镁/甲醇铝的催化下发生Tishchenko反应得到甲酸甲酯。苯甲醛在苯甲醇钠存在下发生反应生成苯甲酸苄酯。

## 反应机理
反应机理如上图。烷氧基负离子对醛的两个连续亲核加成，生成一个具有双半缩醛结构的中间体，最后发生关键的1,3-负氢迁移一步，得到产物酯并得回碱负离子。